# Magoriapitse
Magoriapitse – wieś w Botswanie w dystrykcie Southern. Według spisu ludności z 2011 roku wieś liczyła 846 mieszkańców.